# 履巉岩本草
《履巉岩本草》是南宋时期的一部地方性本草书，主要记载的是临安慈云岭一带的药用植物。由王介绘撰于1220年。共三卷，收药206种，每药一图。现存明抄彩绘本（存图202幅），藏于北京图书馆，已入选第二批《国家珍贵古籍名录》(名录号4561)。